# Alain Sirvent
Alain Patrick Sirvent, né à Oran (Algérie), le 21 mai 1961, est un Illustrateur, scénographe et designer français.

## Biographie
Alain Sirvent est né en 1961 à Oran durant la guerre d’Algérie, d'un père d’origine espagnole, dessinateur topographe et d'une mère franco-italienne, il est le deuxième enfant d’une fratrie de cinq. Ils arrivent en France en 1962 après l’indépendance de l’Algérie.

### Les débuts
Avant de s'adonner à la bande dessinée, il exerce d'autres métiers, comme pâtissier, formé à la maison du pâtissier à Marseille et chef de ligne dans une usine de plats cuisinée. Parallèlement il commence ses premières armes dans des journaux locaux d’Arles et d’Avignon, fait des illustrations de cartes postales et d’affiches.
C’est en 1990 qu’il rencontre François Corteggiani, et commence une première collaboration, avec un premier album de bande dessinée pour Soleil production, Kostar le Magnifique.
De 1992 à 1997, après Kostar le magnifique, son éditeur lui propose de faire de la mise en couleurs pour d’autres auteurs. Paul Glaudel, Michel Suro, Georges Ramaïoli, Colin Wilson, Serge Carrère. Puis pour d’autres maisons d’éditions, Franck Bonnet, Michaël Monnin, Philippe Bercovici, Ollivier Gaty, Christian Godard.
De 1993 à 1995, il entre comme illustrateur, maquettiste et responsable shooting chez Playjeux. Et réalise les catalogues de VPC durant ces années.
De 1995 à 1998, il entre au bureau d’étude comme designer chez Assemblages SA. Création de stands, PLV, Habillages de linéaires et packaging.
En 1998, Alain Sirvent publie son premier album jeunesse, 21 Histoires Abracadaboites, sur des textes de Jean-François Ecoiffier.
Alain Sirvent peut s’exprimer sur de grandes illustrations à l’acrylique, des dessins explosifs mélangés à des textes hauts en couleur de Jean-François Ecoiffier. Suivra, 21 histoires à battre en omelette, 21 histoires à lire au clair de lune et 21 histoires à décoiffer les monstres. Son éditeur écrit :L’éclipse, c’était lui. La création du monde, c’était lui. Les premiers pas sur la lune, c’était lui. Les dessins sur le mur, c’était lui. La révolution silencieuse, c’était lui. Les spaghettis au basilic, c’était lui. Et maintenant  nous venons d’apprendre qu’il était parti pour la lune. Rendons-lui hommage.
En 1999, il réalise sa première exposition interactive pour les enfants, 2000 Œufs - L’Odyssée dans l’espace, d’après l’album, 21 histoires à battre en omelette. La société Kat’ cents coups a un véritable coup de cœur pour cette exposition et ils réalisent ensemble une grande exposition pour la semaine du goût à la cité des sciences à Paris, De la plante au sucre, commandé par le Centre d’études et de documentation du sucre (CEDUS).
En 2000, alors qu’il cherche pour son fils Léo un livre sur les pirates au Salon du livre jeunesse de Montreuil et qu’il ne trouve rien de satisfaisant, ils décident avec Jean François Ecoiffier de faire leur Pirate. Alain Sirvent pose la trame et les personnages, Jean- François Ecoiffier fait rugir son capitaine Torgnole et les mots de sa plume aiguisée comme un sabre d’abordage et nous grave une histoire remplie d’écume et de tempêtes, ce sera Pirates  des vents. Suivra l’exposition, La taverne du Capitaine Torgnole, présente aussi au musée national de la Marine, durant l’exposition Pirates.
Entre 2001 et 2005, Jean-François Ecoiffier et Alain Sirvent ont joué une animation spectacle-théâtrale, avec l’album illustré Pirates des Vents. Le comédien Eric Tremblay a également fait une adaptation de Pirates des vents au théâtre.
En 2001, il crée Pimpon, un petit lapin bleu au gros nez rouge pour son fils César qui aime les carottes. Sur de jolis textes de Clotilde Bernos, deux titres parus sur quatre : Pimpon ne veut pas grandir et Pimpon ne veut pas se dépêcher. Suivra l’exposition, Le jardin de Pimpon. Un tapis d’éveil géant, pour les tout-petits. Réalisée pour les 20 ans de la Fête de la BD à Audincourt.
Il revient à la bande dessinée en 2003 et sort la même année Le livre des monstres Princesse Hal chez Albin Michel, sur un scenario de Greg Newman. Et c’est aussi le début de la saga Les Toubibs, chez Bamboo Édition, série fondée sur des gags, avec au scenario Bélom et Gégé (Gérard Cousseau),.
De 2003 à 2005, il enseigne à l’école Supinfocom de Arles en tant qu’intervenant art graphique, conception d’images.
Depuis 2006, il vit entre le sud de la France, Shanghai  et Tokyo et s’est orienté vers l’art contemporain.

## Publications
- 2020 : Les Oiseaux en bande dessinée, Tome 1[3], Scénario : Jean-Luc Garréra, dessins : Alain Sirvent, Bamboo Édition.
- 2012 : Les Toubibs Best Or : Pas ce soir j’ai la migraine. Bamboo Édition.

Scénario : Bélom et Gégé, dessins : Alain Sirvent.
- Iznogoud Président[4], IMAV Edition

Dessins : Nicolas Tabary- Texte de Nicolas Canteloup et Laurent Vassilian, couleur : Vittorio Léonardo,
encrage : Alain Sirvent.
- Album jeunesse pour la Fondation Sommer : Le jour ou maman est arrivée en retard.

Texte Sylvye Thevenon-Dessin Alain Sirvent.
- 2011 : Les Toubibs 9[5] : Snirf ! Bamboo Edition.

Scénario : Bélom et Gégé – Dessins : Alain Sirvent.
- 2010 : Les Toubibs 8[6] : Salle des plâtres, Bamboo Edition.

Scénario : Bélom et Gégé – Dessins : Alain Sirvent.
- 2009 : Blagues de comptables : Il était une fois [7], Editions Delcourt.

Scénario : Guillon Patrice – Dessins : Alain Sirvent.
Les Toubibs 7 : Faites "Aaaah... Bamboo Edition.
Scénario : Bélom et Gégé – Dessins : Alain Sirvent.
- 2008 : Les Toubibs 6:Dites 30-15 ! Bamboo Edition.

Scénario : Bélom et Gégé – Dessins : Alain Sirvent.
- 2007 : Les Toubibs 5:Coup de blouse. Bamboo Edition.

Scénario : Bélom et Gégé – Dessins : Alain Sirvent.
- Album bd pour la MACSF. Médicalement votre [8].

Scénario : Cazenove – Dessins : Alain Sirvent.
- 2006 : Album BD pour la ville de SAINT OUEN

Brèves de Saint-Ouen. Sortie pour décembre 2006
Scénario : Cazenove – Dessins : Alain Sirvent.
- Les Toubibs 4:Sur les dents. Bamboo Edition.

Scénario : Bélom et Gégé – Dessins : Alain Sirvent.
- 2005 : Les Toubibs 3:Bons reflex. Bamboo Edition.

Scénario : Bélom et Gégé – Dessins : Alain Sirvent.
- Des mots dans mon vin.

Texte : Bernard Sorbier – Illustrations : Alain Sirvent.
- 2004 : Les Toubibs 2:Au suivant ! Bamboo Edition.

Scénario : Bélom et Gégé – Dessins : Alain Sirvent.
- La lamentable histoire de la pizza. Colophon Editions.

Texte : Philippe Devoghel – Dessins : Collectif.
- Le livre des monstres:Princesse Hal[9]. Albin Michel.

Scénario : Greg Newman – Dessins : Alain Sirvent.
- 2003 : Les Toubibs 1:C’est grave docteur ? Bamboo Edition[10].

Scénario : Bélom – Dessins : Alain Sirvent.
- Pimpon ne veut pas se dépêcher. Le Sablier  Editions.

Texte : Clotilde Bernos – Dessins : Alain Sirvent. (Public 2/5 ans)
- Petits théâtre des grands personnages. Volumes 5 et 6. Le sablier Editions.

Texte : Michel Fustier – Dessins Pascale Roux et Alain Sirvent. (Public 9/16 ans)
- 2002 : 21 histoires à décoiffer les monstres. Le Sablier Editions.

Texte : Jean-François Ecoiffier – Dessins : Alain Sirvent. (Public 6/14 ans)
- Petits théâtre des grands personnages. Volumes 3 et 4. Le sablier Editions.

Texte : Michel Fustier – Dessins Pascale Roux et Alain Sirvent. (Public 9/16 ans)
- 2001 : Pirates  des vents. Le Sablier Editions.

Texte Jean –François Ecoiffier – Dessins : Alain Sirvent. (Public 8/16 ans)
- Pimpon ne veut pas grandir. Le Sablier  Editions.

Texte : Clotilde Bernos – Dessins : Alain Sirvent. (Public 2/5 ans)
- Petits théâtre des grands personnages. Volumes 1 et 2. Le sablier Editions.

Texte : Michel Fustier – Dessins Pascale Roux et Alain Sirvent. (Public 9/16 ans)
- Le magicien qui aimait les bonbons. Retz Editions.

Collection Petits comédiens.
Texte : Sylvaine Hinglais – Illustrations : Alain Sirvent. (Public 6/8 ans)
- Poèmes de Victor Hugo. (Collectif.) Petit a petit Editions.

Chansons de pirates, bande dessinée de 8 pages.
Scenario : Céka – Dessins : Alain Sirvent.
- 2000 :21 histoires à lire au claire de lune. Le Sablier Editions.

Texte : Jean-François Ecoiffier – Dessins : Alain Sirvent. (Public 6/14 ans)
- 1999 : 21 histoires à battre en omelette. Le Sablier Editions.

Texte : Jean-François Ecoiffier – Dessins : Alain Sirvent. (Public 6/14 ans)
- 1998 : 21 histoires abracadaboites. Le Sablier Editions.

Texte : Jean-François Ecoiffier – Dessins : Alain Sirvent. (Public 6/14 ans)
- 1992 :  Harry Dickson - T.1. L'Île des Possédés, réédité en 2013[11], Richard D. Nolane (scénario), Olivier Roman (dessin), Alain Sirvent (couleurs), Soleil
- 1991 : Kostar le magnifique. Soleil Productions.

Scénario : François Corteggiani – Dessins : Alain Sirvent.

## Scénographe-concepteur d'expositions
- 2000 Œufs - L’Odyssée dans l’espace

Auteur concepteur. Fabrication complète.
21 histoires ludiques et interactives tirées de l’album illustré 21 histoires à battre en omelette. Exposé à Sablet, Audincourt, Saint Étienne, Périgueux, Saint-Paul 3 Châteaux, Fontvieille, Bains les Bains, Cavalaire, Ugine, Ecully.
- De la plante au sucre

Concepteur pour Kat’ Cents Coups.
Exposition interactive pour le CEDUS, semaine nationale du goût, à la Cité des Sciences de la Villette. (Paris)
-Salon inter sucre
-Salon de l’agriculture
- La taverne du capitaine Torniole

Auteur concepteur.
22 dessins originaux sous cadres, avec le texte en bouteilles.
Tirées de l’album illustré Pirates des vents.
Exposé au Musée National de la Marine. (Paris)à Sablet, Fuveau, Bruxelles, Saint Malo, Sury le Contal, Arles…
- Le jardin de Pimpon

Auteur concepteur.
Exposition tapis d’éveil, pour les tout-petits. Réalisée pour les 20 ans de la Fête de la BD à Audincourt. Fête du livre de Belfort et Montbéliard
- Le cycle de l'eau

Concepteur pour Kat’ Cents Coups.
2 expositions itinérantes, une avec des ateliers interactifs destinés aux enfants et l’autre pour les adultes avec panneaux explicatifs ; réalisées pour la SAGEP.
- Masques autour du monde

Concepteur pour Kat’ Cents Coups.
Une exposition itinérante commandée par Veolia Environnement, sur un concours de dessins et contes, réalisés par les enfants de 26 pays.
Réalisation de 26 terres en volumes.
Inauguration au Musée du Quai Branly. (Paris)
Exposé au siège Veolia. (Paris)
Exposé à l’UNESCO. (Paris)
- Expo céréale

Concepteur pour Kat’ Cents Coups.
Exposition Salon de l’agriculture pour l’Union des céréaliers (70 m2).
- Linda Gallery. 798. Beijing.Chine.

Enliven - In between realities and fiction - Animalix Biennale 2009-2010
Sweewawa: confection d’un Baobab en métal tressé. pour l'artiste Sweedy Van Soul.
- MOCA Shanghai, Chine.

Animalix Biennale 2009-2010
Conception/installation pour l'artiste Sweedy Van Soul, Umbilical face.
- Montage vidéo et bande son du Art-New-Media 64.

Photographies Art-New-Media de Sweedy Van Soul.
- Maisons des savoirs, Agde, juillet 2012, exposition Hua Mulan, animée d’une conférence sur le manhua, la bande dessinée chinoise.

## Récompenses
- 1998 : 21 histoires abracadaboites, prix de la fête du livre du Var  1999. Sélectionné par les enfants.
- 2001 : Pirates  des vents, prix du livre jeunesse, festival de la BD Arles fait ses bulles, 2002.
- 2004 : Le livre des monstres. Princesse Hal, prix des jeunes lecteurs, festival BD AOC Vaison la romaine, 2005.